# Камаринская (мультфильм)
«Камаринская» — рисованный мультипликационный фильм, в котором использована увертюра «Камаринская». Фантазия на музыку М. И. Глинки.

## Сюжет
За лес опускалось Солнце, на небе уже появился месяц. В лесу и в деревне становилось темно. Но в одной избе светились окошки, и звучала музыка. Нарядно одетые девушки плясали в хороводе, затем к танцу присоединились другие жители деревни. Один из гостей, мужичок в лаптях, отправился домой, пританцовывая на ходу. После он достал дудочку и пошёл по тропинке через лес, играя на ходу Камаринскую. А в лесу вокруг чьи-то глаза: совы, волк, лиса и другие. Даже Леший выглянул. А русалки затеяли хоровод на воде. Наконец, мужичок устал играть и плясать, прилёг под берёзой и уснул. К нему подкрался заяц и утащил дудочку. Заяц стал на ней играть, а другие зайцы — плясать, даже медведь вышел плясать. Когда все звери наплясались, заяц вернул дудочку спящему мужичку.

## Музыка
В мультфильме звучит увертюра М. И. Глинки «Камаринская» в исполнении Государственного симфонического оркестра кинематографии под управлением В. Васильева.

## Съёмочная группа
- автор сценария и режиссёр — Инесса Ковалевская
- художник-постановщик — Галина Шакицкая
- оператор — Светлана Кощеева
- звукооператор — И. Вепринцев
- художники-мультипликаторы: Эльвира Маслова, Виталий Бобров, Александр Давыдов, Виктор Арсентьев, Галина Золотовская, Олег Сафронов
- Государственный симфонический оркестр кинематографии, дирижёр — Владимир Васильев
- редактор — Пётр Фролов
- директор картины — Нинель Липницкая

## История создания
Режиссёру Инессе Ковалевской и её мультфильмам посвящена целая страница в книге «Наши мультфильмы». Ковалевская пишет, что её внимание всегда занимали две проблемы: детское кино и музыкальный фильм. К счастью, в работе удалось соединить и то и другое. Поэтому все её фильмы без натяжки можно назвать музыкальными. Постепенно пришло понимание законов построения музыкального мультипликационного фильма. Тогда и появилась идея создания целого цикла мультфильмов, основой которых послужила бы проверенная временем музыкальная классика: «Камаринская» на музыку Михаила Глинки и другие. Все крупные композиторы непременно писали музыку для детей. Они знали, как важно в самом раннем возрасте научить ребёнка любить и понимать музыку.

## Отзыв критика
Ковалевская разработала новую тему: экранизация народных песен и шедевров мировой классики. Так появились «Русские напевы» (1972), «Детский альбом» (1976), «Кострома» (1989). Это были попытки научить маленьких зрителей слушать музыку и фантазировать. Инесса Ковалевская постоянно находилась в творческом поиске, меняла художников, состав съемочной группы. Наиболее плодотворное сотрудничество сложилось с художником Галиной Шакицкой: «Камаринская» (1980) — фантазия на музыку Михаила Глинки, «Картинки с выставки» (1984) — на музыку Модеста Мусоргского, «Танцы кукол» (1985) — на музыку Дмитрия Шостаковича, «Гномы и горный король» (1994) — фантазия на музыкальные темы Эдварда Грига.

Сергей Капков— «Наши мультфильмы»

.